# A Queen 1976. szeptemberi koncertjei
A Queen együttes 1976 szeptemberi koncertjei egy koncertsorozat az Egyesült Királyság területén. A sorozat nem egy összefüggő turné volt, 18 nap alatt mindössze négy koncertet adtak, de a lejátszott műsor mind az áprilisban zárult A Night at the Opera, mind a következő év januárjában induló A Day at the Races turnék programjától eltért.

## Története
Szeptember 1-jén és 2-án Skócia fővárosában, Edinburgh-ben léptek fel az együttes menedzsere, John Reid által, az éves Edinburgh-i kulturális hónap részeként szervezett The Festival of Popular Music rendezvény keretein belül. a Playhouse Theatre színpadán. Az előzenekar mindkét nap a Supercharge nevű funky, R&B együttes volt. Itt játszotta először élőben a Queen a You Take My Breath Away és a Tie Your Mother Down című dalokat az éppen készülő A Day at the Races albumról, illetve a ’39-t az előző, A Night at the Opera című nagylemezről. Mivel ezek a koncertek egyfajta begyakorló koncertek voltak, az együttes nem szerette volna, ha újságírók is jelen vannak, és az esetleges bakikat a sajtó kiteregetné. Ennek ellenére a nyitóelőadás kiválóan sikerült.
Szeptember 10-én Cardiffban, Wales fővárosában lépett fel a Queen. A cardiffi várban tartott koncerten a Ritchie Blackmore (ex-Deep Purple) gitárossal és Ronnie James Dio énekessel felálló Rainbow lett volna az egyik előzenekar, de végül nem álltak színpadra, mert nem tudták felállítani a díszletként szolgáló több, mint 10 méter magas szívárvány díszletet, ami a zenekar szerint elengedhetetlen része lett volna a shownak. Végül a Manfred Mann’s Earth Band ugrott be a Rainbow helyett. A szabadtéri koncertet szakadó esőben kellett megrendezni, de a Queent ez egyáltalán nem zavarta meg.
A koncertsorozat csúcspontja és egyben a Queen pályafutásának egyik legnagyobb fellépése a szeptember 18-án szombaton, a londoni Hyde Parkban tartott ingyenes szabadtéri koncert volt, melyet több mint 150 000 néző előtt adtak. 1968-ban a Pink Floyd, 1969-ben pedig a The Rolling Stones játszott hasonló ingyenes koncertet a Hyde Parkban. A Queen fellépését John Reid menedzser és a Virgin Records vezetője Richard Branson szervezte meg. A koncertről kép- és hangfelvétel is készült, de hivatalosan nem került kiadásra egyik sem. A koncert délután félháromkor kezdődött Kiki Dee, majd folytatódott Steve Hillage, aztán a Supercharge műsorával. A rendőrség 80 perc játékidőt engedélyezett a főzenekar Queennek, így a skóciai és walesi koncertekhez képest több dal kimaradt a műsorból (Doing All Right, Lazing on a Sunday Afternoon, Tie Your Mother Down) és a szokásos ráadásokat sem játszhatták el. Az In the Lap of the Gods…Revisited dallal befejeződött a műsor. A rendőrség lekapcsolta az áramot és az együttes letartóztatásával fenyegetőztek.
Abban a felfokozott lelkiállapotban nagyon nehezen viseltük, hogy nem hagyták eljátszani a ráadást. Nagyon magamba zuhantam a Hyde Park-i koncert után.
Ezeken a szeptemberi koncerteken szerepelt utoljára a Queen műsorában a The March of the Black Queen dal.

## Közreműködők
- Freddie Mercury – ének, zongora, csörgődob
- Brian May – elektromos gitár, háttérvokál, bendzsó
- Roger Taylor – dob, háttérvokál
- John Deacon – basszusgitár

## Koncertek
| Időpont              | Helyszín                              |
| -------------------- | ------------------------------------- |
| 1976. szeptember 1.  | Egyesült Királyság, Edinburgh         |
| 1976. szeptember 2.  | Egyesült Királyság, Edinburgh         |
| 1976. szeptember 10. | Egyesült Királyság, Cardiff           |
| 1976. szeptember 18. | Egyesült Királyság, London, Hyde Park |

## Dalok listája
Jellemző műsor
1. Bohemian Rhapsody (opera intro)
2. Ogre Battle
3. Sweet Lady
4. White Queen
5. Flick of the Wrist
6. Medley:
  1. You’re My Best Friend
  2. Bohemian Rhapsody
  3. Killer Queen
  4. The March of the Black Queen
  5. Bohemian Rhapsody (reprise)
  6. Bring Back That Leroy Brown
7. Brighton Rock
8. Son and Daughter (reprise)
9. ’39
10. You Take My Breath Away
11. The Prophet’s Song
12. Stone Cold Crazy
13. Doing All Right
14. Lazing on a Sunday Afternoon
15. Tie Your Mother Down
16. Keep Yourself Alive
17. Liar
18. In the Lap of the Gods…Revisited
19. Now I’m Here
20. Big Spender
21. Jailhouse Rock
22. God Save the Queen